# Friedhof Bad Hofgastein

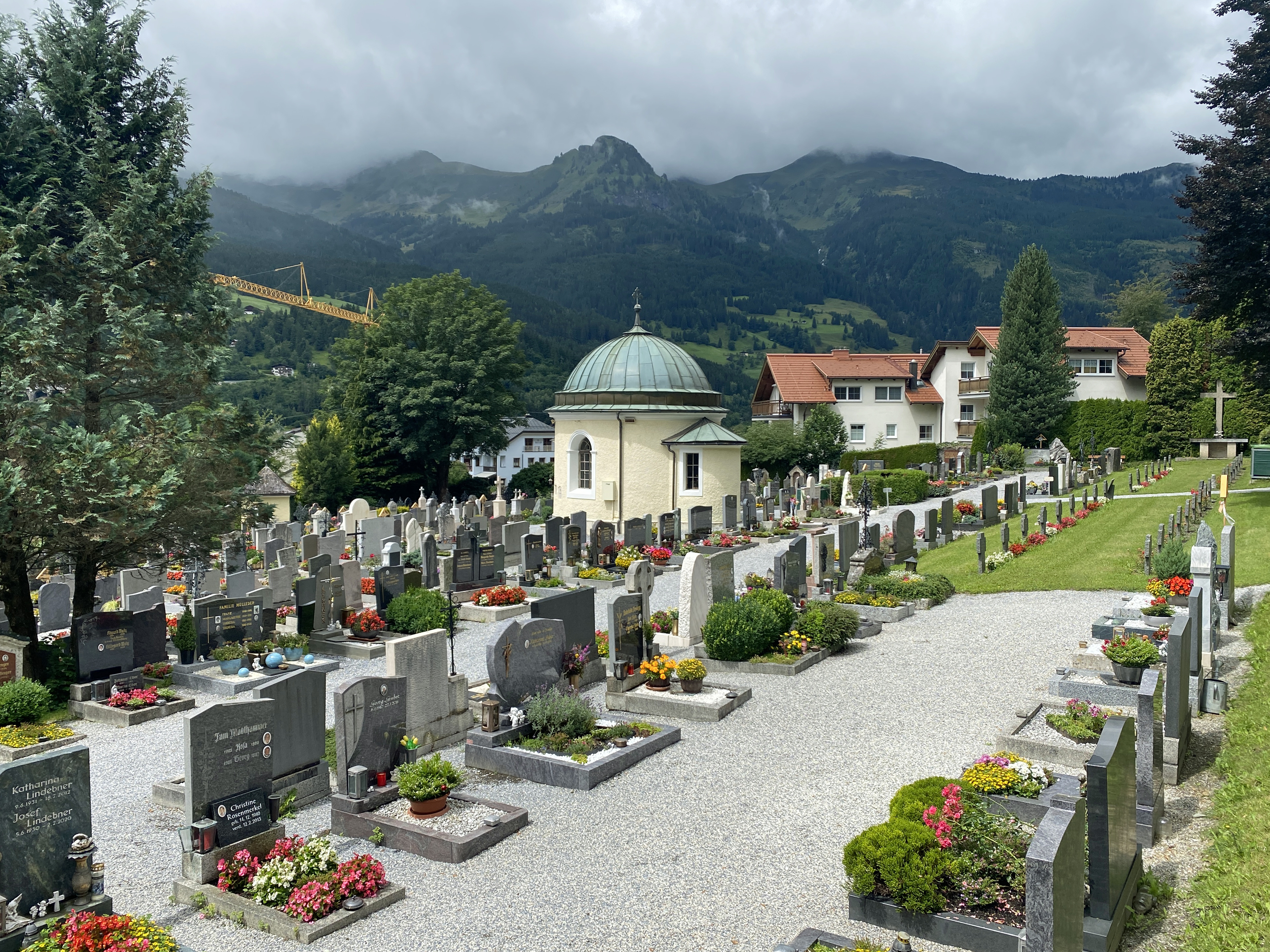
Friedhof Bad Hofgastein von Osten

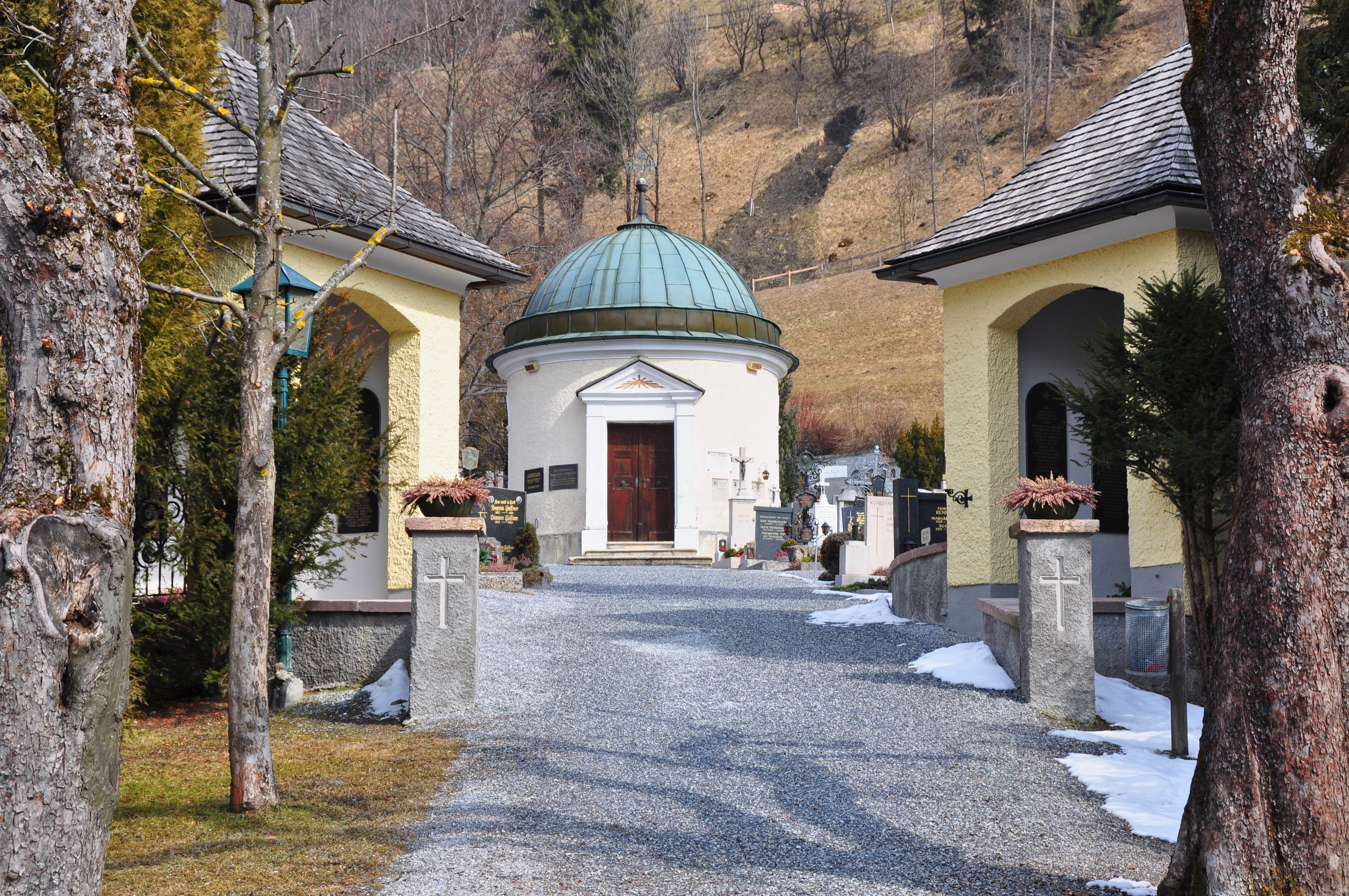
Eingang zum Friedhof Bad Hofgastein

Der Friedhof Bad Hofgastein befindet sich nordöstlich der Pfarrkirche Bad Hofgastein im Ortszentrum von Bad Hofgastein im Gasteinertal im Land Salzburg. Er wurde 1834 bis 1836 angelegt und steht unter Denkmalschutz (Listeneintrag).

## Geschichte

### Alter Friedhof
Schon in früher Zeit wurden die Gräber wohl rund um die Kirche herum angelegt. Die erste Erwähnung eines Friedhofs in Hofgastein stammt aus dem Jahr 1496, als Hans Strochner einen Garten zur Erweiterung des Friedhofes an der Kirche zur Verfügung stellte. Der Friedhof hatte damit etwa ein Ausmaß von etwa 300 Quadratklaftern (1 Klafter betrug etwa 1,8 Meter). Die Krypta an der südlichen Außenseite der Pfarrkirche, zu der eine steinerne Stiege hinunterführt, beherbergte eine große Anzahl von Menschenschädeln aus den ältesten Gräbern des Friedhofs. 1818 wurden die meisten der Gebeine in einem Gemeinschaftsgrab beigesetzt, weil die Krypta Risse und Klüfte zeigte und eine Renovierung dringend notwendig war. Die letzten Menschenschädel wurden 1862 aus der Krypta entfernt.
Die Friedhofsverordnung von 1819 verbot das Bestatten ohne Sarg, es wurden die Bestattung in geschlossenen Totentruhen und die sogenannte Reihenbestattung angeordnet.
Mit dem Kurbetrieb wuchs die Bevölkerung, sodass 1831 eine Verlegung des Friedhofs beantragt wurde, die in den Jahren 1834 bis 1836 auch tatsächlich durchgeführt wurde. Das Regierungsdekret vom 25. September 1834 bestimmte, dass die Verlegung von der Pfarrkirche zu zahlen sei, die Gemeinde müsse nur für die Hand- und Fuhrdienste aufkommen. Der Schenkungsvertrag, mit dem die Oberverweserwitwe Maria Moser das Grundstück für den neuen Friedhof zur Verfügung stellte, wurde am 5. August 1835 unterzeichnet. Der alte Friedhofsbereich wurde aber erst 1856 mit Rücksicht auf die umwohnenden Badegäste in einen Garten umgewandelt.

### Neuer Friedhof

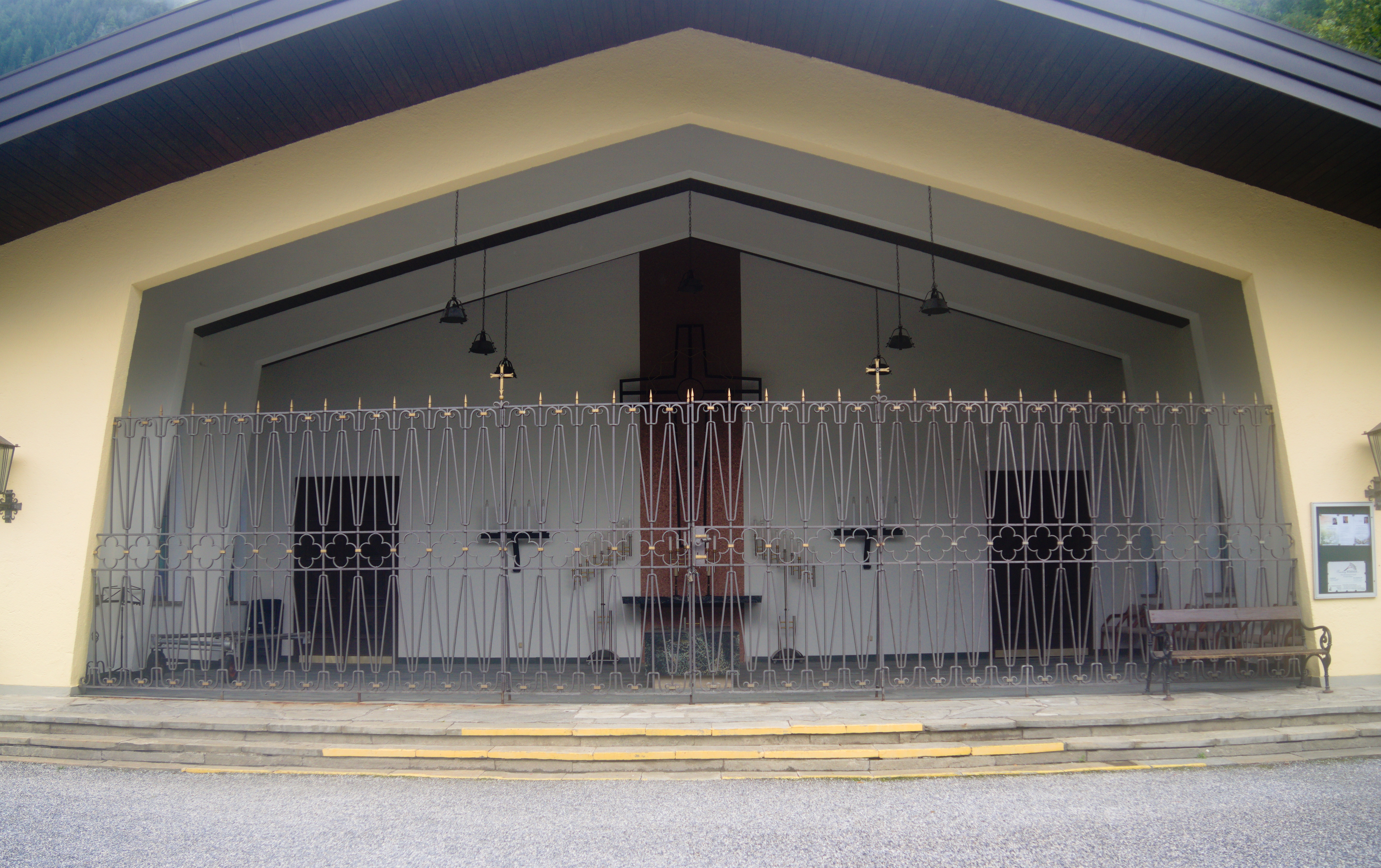
Aufbahrungshalle, erbaut 1968

Der in den 1830er-Jahren angelegte, neue Friedhof war mit 835 Quadratklaftern deutlich größer als der alte Friedhof. Am 22. August 1867 wurde angeordnet, den Pranger, der sich bis dahin im Friedhof befunden hatte, von dort zu entfernen.
In den letzten Kriegsjahren 1944/45 wurde der Friedhof um die Anlage eines Soldatenfriedhofs an der Nordseite erweitert, um die vielen Soldaten beerdigen zu können, die in den hiesigen Lazaretten verstorben waren. 1955 wurden diese Toten umgebettet, um für eine allgemeine Erweiterung des Friedhofes Platz schaffen. Nur wenige Jahre später, 1966, wurde der Friedhof wegen der wachsenden Bevölkerungsanzahl neuerlich erweitert.
1968 wurde eine große Aufbahrungshalle errichtet. Die bis dahin in den Häusern gebräuchlichen Aufbahrungen wurden untersagt.

## Beschreibung

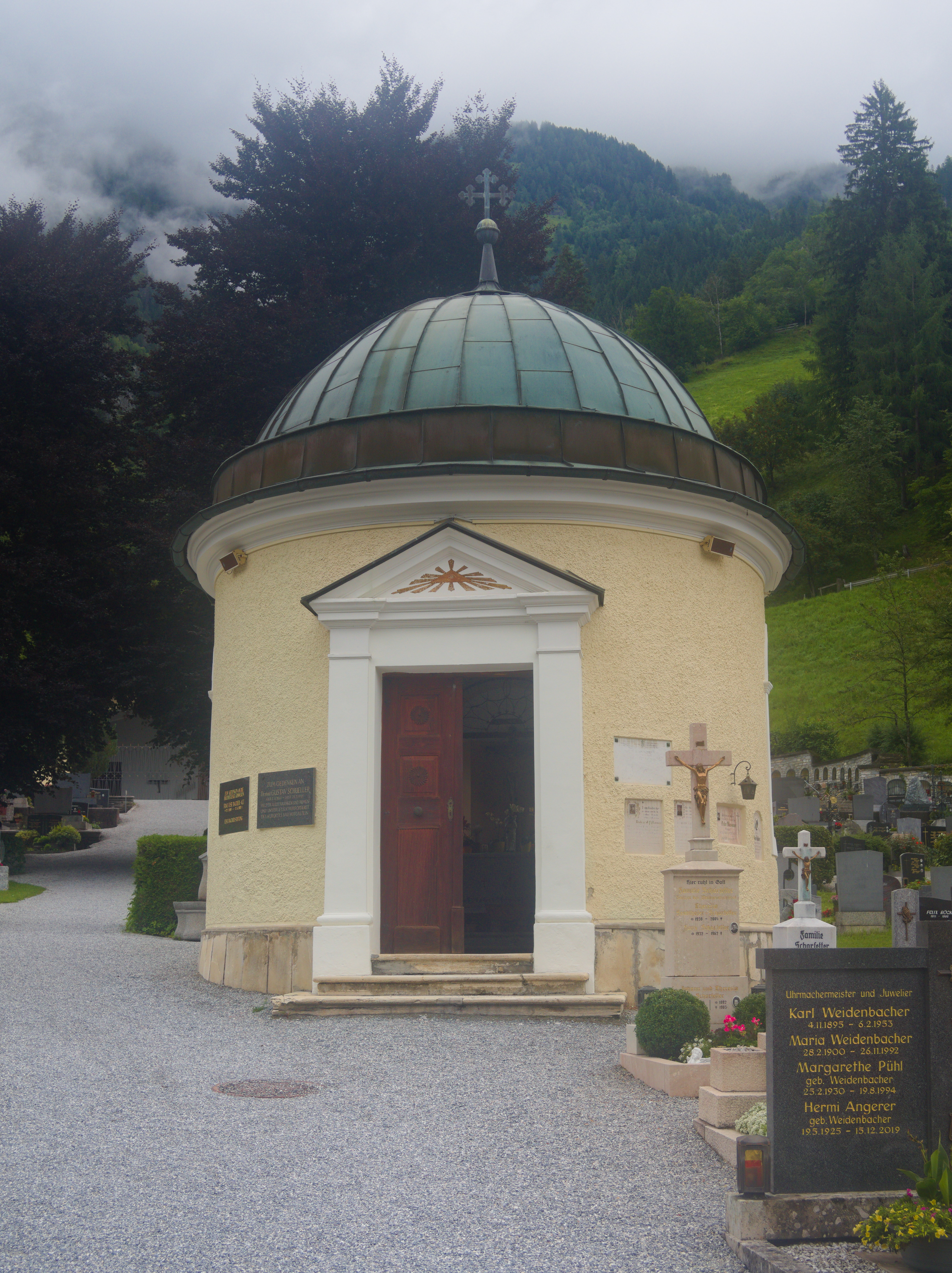
Friedhofskapelle, erbaut 1842/43

Der Friedhof ist von Mauern umgeben. Das Friedhofskreuz mit den Konsolfiguren hl. Maria und hl. Johannes stammt aus dem Jahr 1854 und befand sich ursprünglich im Triumphbogen der Pfarrkirche, bevor es 1874 in den Friedhof übersetzt wurde. Die Friedhofskapelle hat einen ovalen Grundriss und ist mit einer Schindelkuppel versehen. Sie wurde 1842/43 durch Josef Margreiter erbaut und vom Bräuer Moser finanziert. Über dem Rechteckportal ist ein Dreieckgiebel angebracht. Das Gitter ist mit der Jahreszahl 1842 bezeichnet. In der Rundbogennische steht eine moderne Figur des hl. Konrad. Das Kruzifix stammt aus dem 19. Jahrhundert.
Die Aufbahrungshalle wurde 1968 errichtet. Am westlichen Friedhofszugang befinden sich zwei Kriegergedächtniskapellen, die 1953 von Josef Wernick entworfen wurden. Die Namen der Gefallenen des Ersten und Zweiten Weltkrieges sind auf Marmortafeln eingraviert.

## Bekannte bestattete Persönlichkeiten
- Helmut Simon (1937–2004), deutscher Hobbyalpinist, Entdecker des Ötzi

## Weitere Begräbnisorte
Im Laufe der Zeit entstanden weitere Begräbnisorte im Gasteinertal, wie der Friedhof um die Nikolauskirche (Bad Gastein), der lutherische Friedhof zu Felding (16. Jahrhundert), der Friedhof Dorfgastein (1623), der Friedhof Böckstein (um 1800) und der Friedhof Badbruck (1891).